# Peter H. Wyden
Peter H. Wyden (2 de octubre de 1923 - 27 de junio de 1998) fue un periodista y escritor estadounidense.

## Primeros años de vida
Wyden nació como Peter Weidenreich en Berlín en una familia judía. Su madre, Helen (de soltera Silberstein), era concertista y su padre, Erich Weidenreich, era un hombre de negocios. Franz Weidenreich, anatomista y antropólogo físico alemán, era uno de sus tíos.
Wyden asistió a la Escuela Goldschmidt hasta que dejó la Alemania nazi y se trasladó a los Estados Unidos en 1937. Después de estudiar en el City College de Nueva York, sirvió en la División de Guerra Psicológica del Ejército de los Estados Unidos en Europa durante la Segunda Guerra Mundial. Su entrenamiento en Camp Ritchie le sitúa entre las filas de los Ritchie Boys, un grupo de oficiales de inteligencia militar que utilizaron sus conocimientos lingüísticos para obtener información en Europa. En 2021, Ron Wyden, hijo de Peter y senador estadounidense, contribuyó decisivamente a la creación de una resolución del Senado en reconocimiento a los Ritchie Boys por sus esfuerzos.

## Carrera
Después de la guerra, Wyden comenzó una carrera en el periodismo, durante la cual trabajó como reportero para The Wichita Eagle, redactor del St. Louis Post-Dispatch, corresponsal en Washington de la revista Newsweek, editor colaborador de The Saturday Evening Post en Chicago y San Francisco, editor de artículos de McCall's y editor ejecutivo de Ladies' Home Journal.
Wyden fue autor o coautor de nueve libros y numerosos artículos que aparecieron en revistas importantes. En 1969, fue coautor junto con su esposa de un libro sobre la homosexualidad titulado Growing Up Straight; el libro resumía la investigación sobre el tema, que sugirió que la homosexualidad podría prevenirse con una relación paternal cercana en la infancia. Su último libro, publicado en 1998, trataba sobre la esquizofrenia; se basó en su experiencia personal cuando su hijo Jeff padecía este trastorno mental.
En 1970, Wyden se convirtió en editor de libros en la ciudad de Nueva York y Ridgefield, Connecticut.

## Vida personal y fallecimiento
Wyden estuvo casado tres veces. Tuvo dos hijos, entre ellos Ron Wyden, quien llegó a ser senador de los Estados Unidos. Murió el 27 de junio de 1998 en Danbury, Connecticut.

## Obras
- Suburbia's Coddled Kids. Nueva Jersey: Doubleday & Company, Inc, 1962.
- The Overweight Society. Nueva York: Pocket Books, 1965.
- Wyden, Peter; Wyden, Barbara (1969). Growing Up Straight: What Every Thoughtful Parent Should Know about Homosexuality. Nueva York: Stein and Day. OCLC 976970206.
- Bay of Pigs – The Untold Story. 1979. New York: Simon and Schuster. ISBN 0-671-24006-4 ISBN 0224017543 ISBN 978-0-671-24006-6
- The Passionate War: The Narrative History of the Spanish Civil War. Nueva York: Simon and Schuster, 1983. ISBN 0-671-25330-1 (existe traducción en español: La guerra apasionada: La historia narrativa de la Guerra Civil Española. Barcelona: Martínez Roca, 1983. ISBN 9788427008298).
- Day One: Before Hiroshima and After. New York: Simon and Schuster, 1984. ISBN 0-671-46142-7
- Stella: One Woman's True Tale of Evil, Betrayal, and Survival in Hitler's Germany. Anchor Books, 1993. ISBN 978-0385471794
- Wall: The Inside Story of Divided Berlin. Simon and Schuster, 1989. ISBN 0-671-55510-3
- Wyden, Peter H. (1998). Conquering Schizophrenia: A Father, His Son and a Medical Breakthrough. Nueva York: Knopf. ISBN 9780679446712. OCLC 37560191.